# 사량초등학교 수우도분교
사량초등학교 수우도분교는 경상남도 통영시 사량면 돈지리 345에 있었던 분교이다.

## 연혁
- 1946년 10월 31일 수우도공립국민학교로 개칭
- 1982년 3월 1일 돈지국민학교 수우도분교장
- 1991년 3월 1일 사량국민학교 수우도분교장
- 1996년 3월 1일 사량초등학교 수우도분교장
- 2008년 3월 1일 폐교